# Blue Murder at St Trinian's
Blue Murder at St Trinian's es una película británica, estrenada en diciembre de 1957, del género comedia; dirigida por Frank Launder; escrita por él y Sidney Gilliat; protagonizada por Terry-Thomas, George Cole, Joyce Grenfell, Lionel Jeffries, Richard Wattis.
Este largometraje (86 minutos) fue filmado en blanco y negro; está ambientado en la ficticia St Trinian's School; fue el segundo en la serie de cinco filmes.
En el reparto también están Lisa Gastoni (22 años) y Peter Jones, quienes serían famosos en el futuro. Como un fotógrafo (personaje que ni siquiera está acreditado), actúa Bernard Fox, quien, en la siguiente década, sería el Dr. Bombay en la serie Bewitched. 
La música fue compuesta por Malcolm Arnold, quien, en 1957, ganará un Óscar a la mejor banda sonora por El Puente sobre el Río Kwai.

## Argumento
El delincuente de poca monta (que se mueve en el mercado negro), Flash Harry, ha puesto en marcha una agencia matrimonial para el sexto grado (Sixth Form) de la St Trinian's School, y un príncipe italiano está interesado en conocer a las niñas. Mientras tanto, el padre de una de ellas está involucrado en un robo de diamantes, y decide, imprudentemente, esconderse en la escuela.
Haciendo trampa en un concurso académico, para que las alumnas de “sexto grado” puedan ganar un viaje de "buena voluntad" hacia el extranjero, y así encontrarse con el príncipe, las niñas fuerzan al ladrón de diamantes a que se haga pasar, a regañadientes,  como su directora,  para que así pueda acompañarlas, durante el viaje, como su chaperón (acompañante responsable de cuidar a señoritas).
El caos reina con las niñas del St. Trinian -fuera de control- en Europa, dejando un rosario de víctimas a su paso, a medida que ganan, con medios poco limpios, en hockey sobre césped en Francia, y en waterpolo en Italia.

## Reparto (según el orden de los títulos iniciales de la película)
- Terry-Thomas: capitán Romney Carlton-Ricketts
- George Cole: "Flash Harry"
- Joyce Grenfell: sargento de la policía Ruby Gates

- Alastair Sim: regresa brevemente como la Señorita Amelia Fritton

- Lionel Jeffries: Joe Mangan
- Eric Barker: Culpepper-Brown
- Richard Wattis: Manton Bassett
- Thorley Walters: mayor Whitehart
- Lloyd Lamble: superintendente de la policía Kemp-Bird
- Michael Ripper: Eric
- Judith Furse: señora Maud Hackshaw

Sexto Grado (Sixth Form)
- Lisa Gastoni: Myrna Mangan
- Dilys Laye: Bridget Strong
- Jose Read: Cynthia Meadows
- Rosalind Knight: Annabel
- Patricia Lawrence: Mavis
- Marigold Russell: Marjorie
- Vikky Hammond: Jane Osborne
- Sabrina: Virginia Fritton (presentada como "artista invitada")

Otros actores (que no están incluidos en los títulos iniciales)
- Peter Jones: Prestwick (Ministerio de Educación)
- Terry Scott: sargento de la policía
- Cyril Chamberlain: capitán del ejército
- Guido Lorraine: príncipe Bruno

## Producción
Como la señorita Amelia Fritton, el actor Alastair Sim aparece en pocas escenas.
La modelo Sabrina, de mucho éxito en ese tiempo, aparece en todos los carteles y fotos publicitarias, en uniforme escolar, pero en realidad tenía una parte “sin texto”, en la que ella sólo requería descansar en la cama, leyendo un libro, mientras los hombres la rondaban. Ella es descrita como la única alumna que, en el periodo libre de clases, va a la cama a tiempo, y que lee la obra de Dostoievski.
Thorley Walters vuelve a aparecer en  The Pure Hell of St Trinian's , reemplazando a Richard Wattis como el asistente nervioso y atormentado de Culpepper-Brown. También actuó como Culpepper-Brown en The Wildcats of St Trinian's en 1980.
Fue la primera película donde Rosalind Knight es acreditada en su papel. Ella también actuaría después en el filme The Wildcats of St Trinian's; esta vez como profesora.
Es la primera película de cine donde actúa Terry Scott (30 años).

## Serie de películas sobre la "St. Trinian's School"
- 1ª The Belles of St Trinian's (1954)
- 2ª Blue Murder at St Trinian's (1957)
- 3ª The Pure Hell of St Trinian's (1960)
- 4ª The Great St Trinian's Train Robbery (1966)
- 5ª The Wildcats of St Trinian's (1980)
- 6ª St Trinian's (2007)
- 7ª St Trinian's 2: The Legend of Fritton's Gold (2009)